# Arocha rochai
Espèce
Arocha rochai est une espèce d'araignées aranéomorphes de la famille des Mimetidae.

## Distribution
Cette espèce est endémique du Brésil.

## Publication originale
- Mello-Leitão, 1941 : Aranhas do Paraná. Arquivos do Instituto Biológico, Sao Paolo, vol. 11, p. 235-257.